# New Day Dawning
New Day Dawning è il quinto album in studio della cantante statunitense Wynonna Judd, pubblicato il 1º febbraio 2000 dalla Mercury Records e dalla Curb Records.

## Tracce
1. Going Nowhere – 4:09 (Paul Begaud, Vanessa Corish, Kye Fleming)
2. New Day Dawning – 3:35 (Judson Spence)
3. Can't Nobody Love You (Like I Do) – 3:18 (Cathy Majeski, Danny Orton)
4. Chain Reaction – 4:15 (Gary Nicholson, Kenny Greenberg)
5. Help Me – 3:30 (Joni Mitchell)
6. I've Got Your Love – 3:50 (Leonard Albstrom, Mark Anderson, Buck Moore)
7. Tuff Enuff – 4:10 (Kim Wilson)
8. Who Am I Trying to Fool – 4:34 (Rob Mathes)
9. Lost Without You – 3:29 (Tina Arena, David Tyson, Christopher Ward)
10. He Rocks – 2:45 (Tracy Hagans, Ted Hewitt, Troy Seals)
11. Learning to Live with Love Again – 4:03 (Gary Nicholson, Mike Reid)
12. I Can't Wait to Meet You – 4:55 (Macy Gray, Jeremy Ruzumna, Daryle Swann, Miles Tackett)

## Classifiche
| Classifica (2000) | Posizione massima |
| ----------------- | ----------------- |
| Stati Uniti       | 40                |

## Big Bang Boogie
Big Bang Boogie è il secondo EP del gruppo musicale statunitense The Judds, pubblicato il 1º febbraio 2000 dalla Mercury Records e dalla Curb Records in concomitanza dell'uscita dell'album New Day Dawning. L'EP è stato pubblicato esclusivamente come secondo CD di quest'album.

### Tracce
1. Stuck in Love – 3:48 (Kim Patton-Johnston, Gary Nicholson)
2. Big Bang Boogie – 3:10 (Naomi Judd, Gary Nicholson)
3. That's What Makes You Strong – 4:20 (Jesse Winchester)
4. The 90's Was the 60's Turned Upside Down – 4:25 (Marshall Chapman, Gary Nicholson)